# بعثة غارسيا دينودال
بعثة غارسيا دينودال (بالإسبانية: Expedición García de Nodal) هي بعثة لأخوين وملّاح بحري، في عام 1619، استأجرها ملك إسبانيا فيليب الثالث، لاستكشاف ممر بين المحيط الأطلسي والمحيط الهادئ، مرورًا بمدينة رأس هورن، الواقعة جنوب أرض النار، والتي اكتشفها التاجران الهولنديان: يعقوب مير، ووِليَم شَوْتِن؛ كانت الرحلة ناجحةً، حيث حُقِّق هدفها، واكتُشف ممر بين المحيطين، ولم تضع أرواح أو سفن، وتمَّت في وقت قياسي.

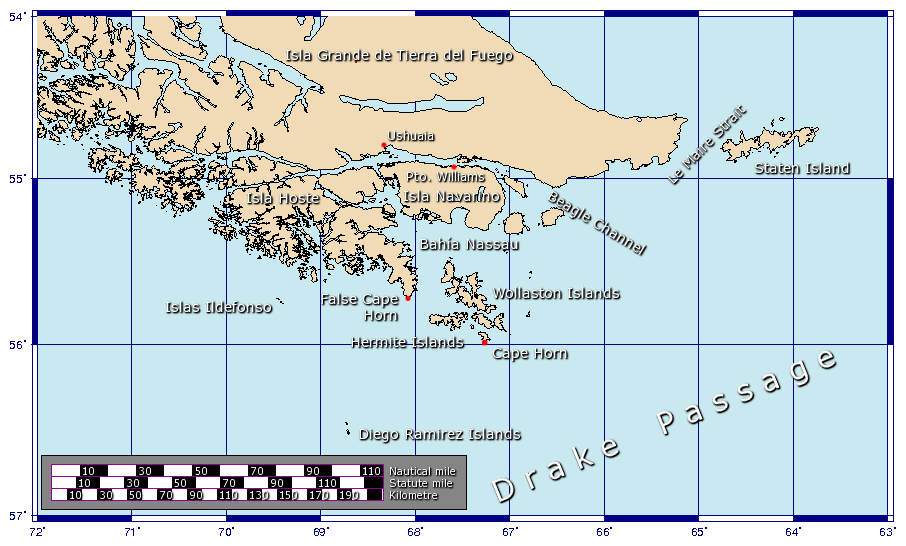
جنوب شرق أرض النار، حيث يوجد مضيق لوماير، ورأس القرن، وجزر دييغوا رامريز. وأقصى الطرف الشرقي لجزيرة تييرا ديل فويغو الرئيسة (جزيرة غراندي دي تييرا دي فويغو) المعروف بـ«كيب سان دييغو»، والتي سُميَت تكريمًا للإخوة غارسيا دينودال.

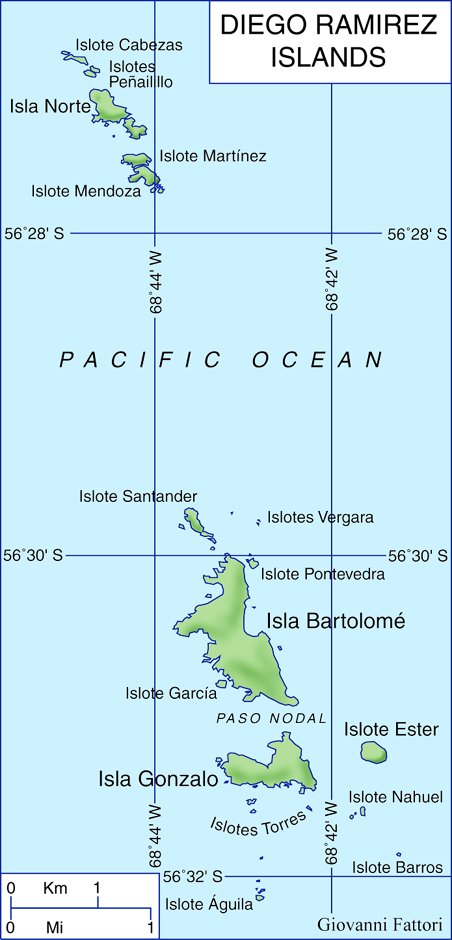
خريطة جزر دييغو رامريز

## معلومات أساسية
كانت بعثة غارسيا دينودال أمرًا مُهمًّا وحاسمًا للإمبراطورية الإسبانية، حيث كان اكتشاف مضيق بديل لمضيق ماجلان من المحيط الأطلسي إلى المحيط الهادئ، سيُغيّر بشكل جذري المقاربة الإسبانية لإدارة المناطق الجنوبية من أمريكا، والتي قسمها ظهور دريك المفاجئ في المحيط الهادئ عبر المضيق في عام 1578.
قاد البعثة الأخوان غارسيا دينودال: بارتلمي (من بونتيفيدرا، 1574-1622) وجنزالو (من بونتيفيدرا، 1569–1622)، مع عالم أوصاف الكون دييجو راميريز ديأريلانو شاماس إذ رافقهما بصفته ربانًا (كبير الملاحين). اُستُخدمَت في البعثة سفينتان متطابقتان، وذلك لمنع إحدى السفينتين من انتظار الأخرى عند الإبحار، والذي كان عائقًا شائعًا في كثير من البعثات في ذلك الوقت.
أبحرت البعثة من مدينة لشبونة في البرتغال (والتي وحَّدها مع إسبانيا آنذاك ملك إسبانيا فيليب الثاني) في 27 أيلول (سبتمبر) 1618، ثم وفي كانون الثاني (يناير) 1619، دخلوا المضيق بين تييرا ديل فويغو وجزيرة البلدان، وقد أطلقوا عليها آنذاك مضيق سان فيسنتي (المعروف الآن باسم مضيق العمدة). أمضى الطاقم أول أسابيعه في استكشاف وتسمية الشواطئ الجنوبية لتييرا ديل فويغو وجزرها الجنوبية بما في ذلك رأس هورن، والتي أطلقوا عليها اسم كابو سان إلدفونسو. بعد ذلك، أبحرَت البعثة جنوبًا إلى 58º30'S، واكتشفوا جزر دييغو رامريز، وثم توجهوا للجنوب أكثر، واكتشفوا ممر دريك. ثم تحولوا شمالًا إلى المحيط الهادئ ودخلوا بمهارة مضيق ماجلان، في 25 شباط (فبراير) 1619، من الغرب في أول محاولة لهم. واستطاعوا بعدها الدخول إلى المحيط الأطلسي في 13 آذار (مارس) 1619، وعادوا إلى إسبانيا في 7 تموز (يوليو) 1619.

## النتائج وتقييمها
نتيجةً لنجاح بعثتهم، قام بيت التجارة الإسباني بتزويدهم بخرائط وبيانات لا تُقدَّر بثمن، والتي ظلَّت في السر لقرون عديدة.

## موت الأخوين دينودال
كان الأخوين دينودال من بين قتلى إعصار نويسترا سينورا دي أتوشا الذين ماتوا غرقًا قُبالة ساحل فلوريدا عام 1622.

## الإنجازات
إنجازات بعثة الأخوين دينودال تشمل الآتي:
- أول ملاحة دورانية لأرض النار بما في ذلك مسح شامل لسواحلها.
- اكتشاف جزر دييغو رامريز (لقرن ونصف فقط استطاع البشر الوصول لأقصى جنوب الجزر).
- أول ملاحة جنوب ممر دريك.
- أول اتصال أوروبي مع الشعب الفوجي الجنوبي.
- ثاني ممر حول رأس هورن.
- معبر شرقي ثالث لمضيق ماجلان.

## الفهرس
- أويارزون، جافيار. البعثات الإسبانية إلى مضيق ماجلان وأرض النار. مدريد: طبعات الثقافة الاسبانية (ردمك 84-7232-130-4).
- روبن نوكس جونستون. «رأس هورن. تاريخ بحري». لندن هودر وستوتون (ردمك 0-340-41527-4)
- «ستائر كراهية القرن» لمؤلفه ريتشارد هوغ. من صفحة 163 إلى 173

## روابط خارجية
- (بالإسبانية) سرفانتس الظاهري: التاريخ العام لتشيلي لمؤلفه دييجو باروس أرانا. المجلد الرابع. الفصل الرابع (1615–1620)